# 集成中心

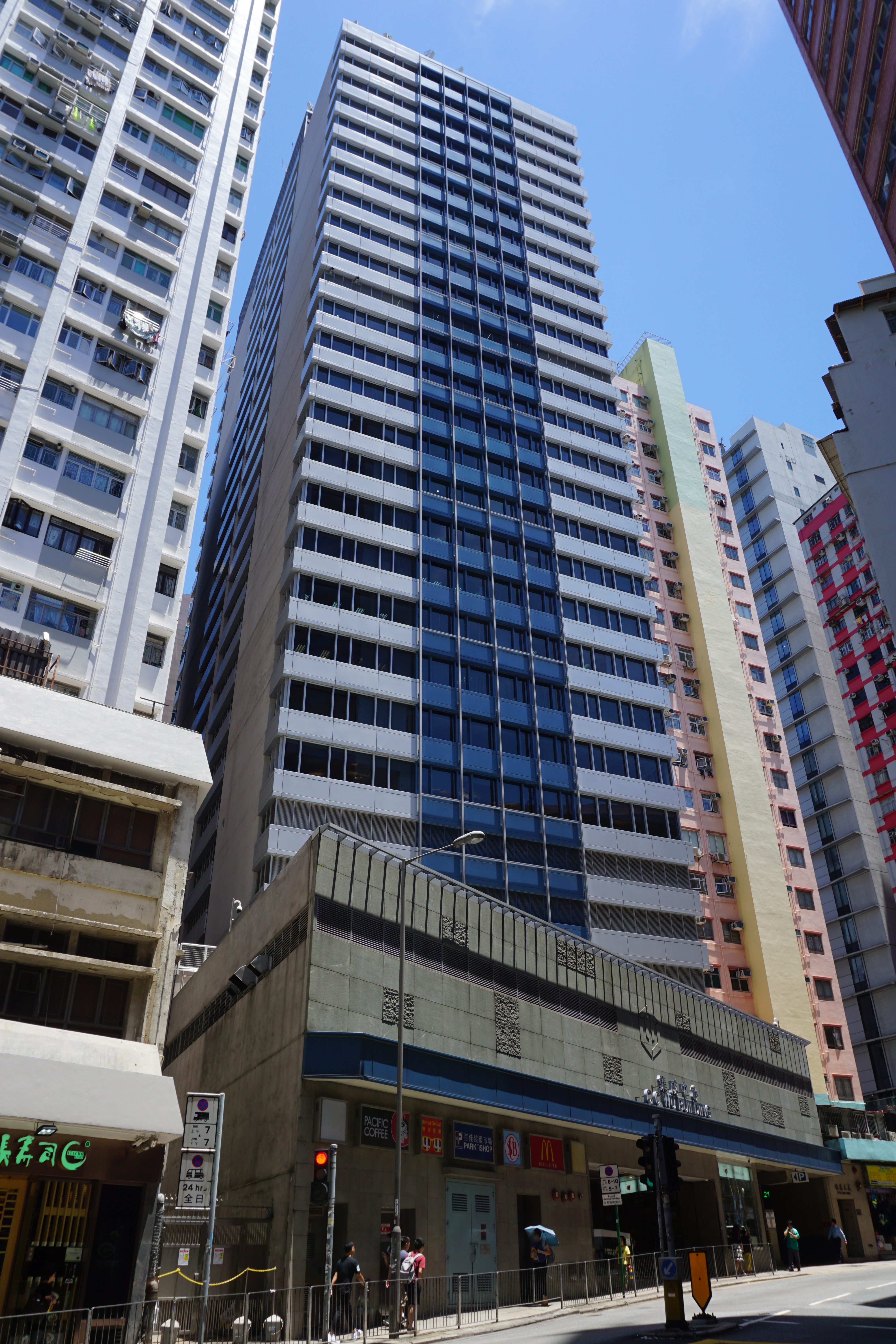
翻新後的集成中心

22°16′40″N 114°10′40″E / 22.27785°N 114.17784°E
集成中心（英語：C.C.Wu Building），为香港富豪伍集成所有，是香港島灣仔的一幢商場及寫字樓大廈的建築物，也是灣仔區地標之一，於1983年建成，其東面的地標有W Square、北海中心，西面有德士古油站、軒尼詩道官立小學、莊士敦道等。其灣仔道方面是停車場入口。
因為附近是學校區、住宅區，及數間年青時尚的商場集中地，人流車流也車水馬龍。集成中心商場的地庫有銀行及超級市場，北門有臨時展銷場及麥當勞餐廳，高層地下則設有幾間食肆以及模型玩具店舖，另外商場亦曾是港鐵特惠站所在地之一，惟已於2015年7月31日終止服務。
集成中心上層部分為寫字樓，主要租戶包括馬炎璋會計師行有限公司（8樓）。

## 相關
- 香港商場

## 圖集

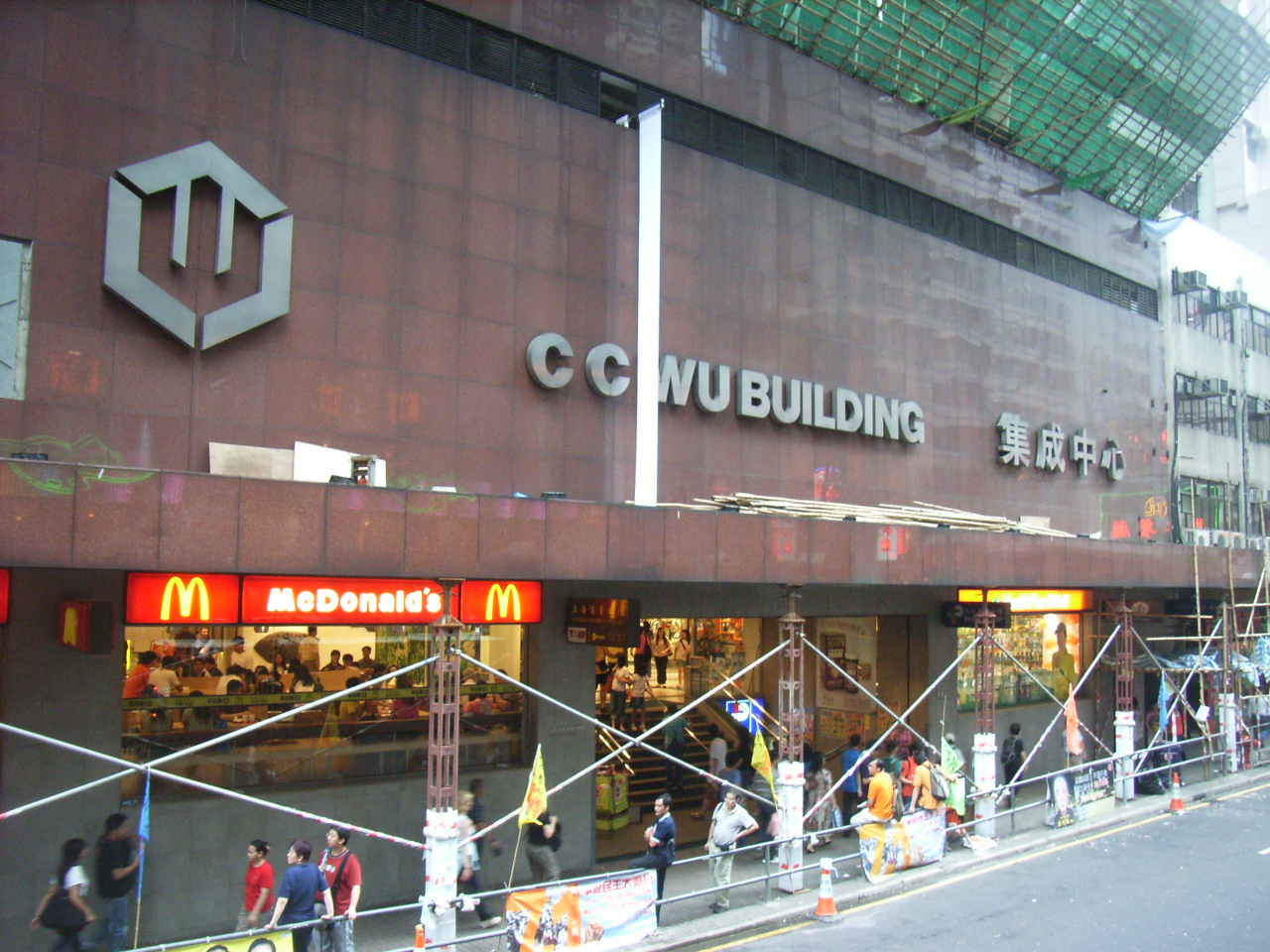
集成中心，灣仔軒尼詩道302號
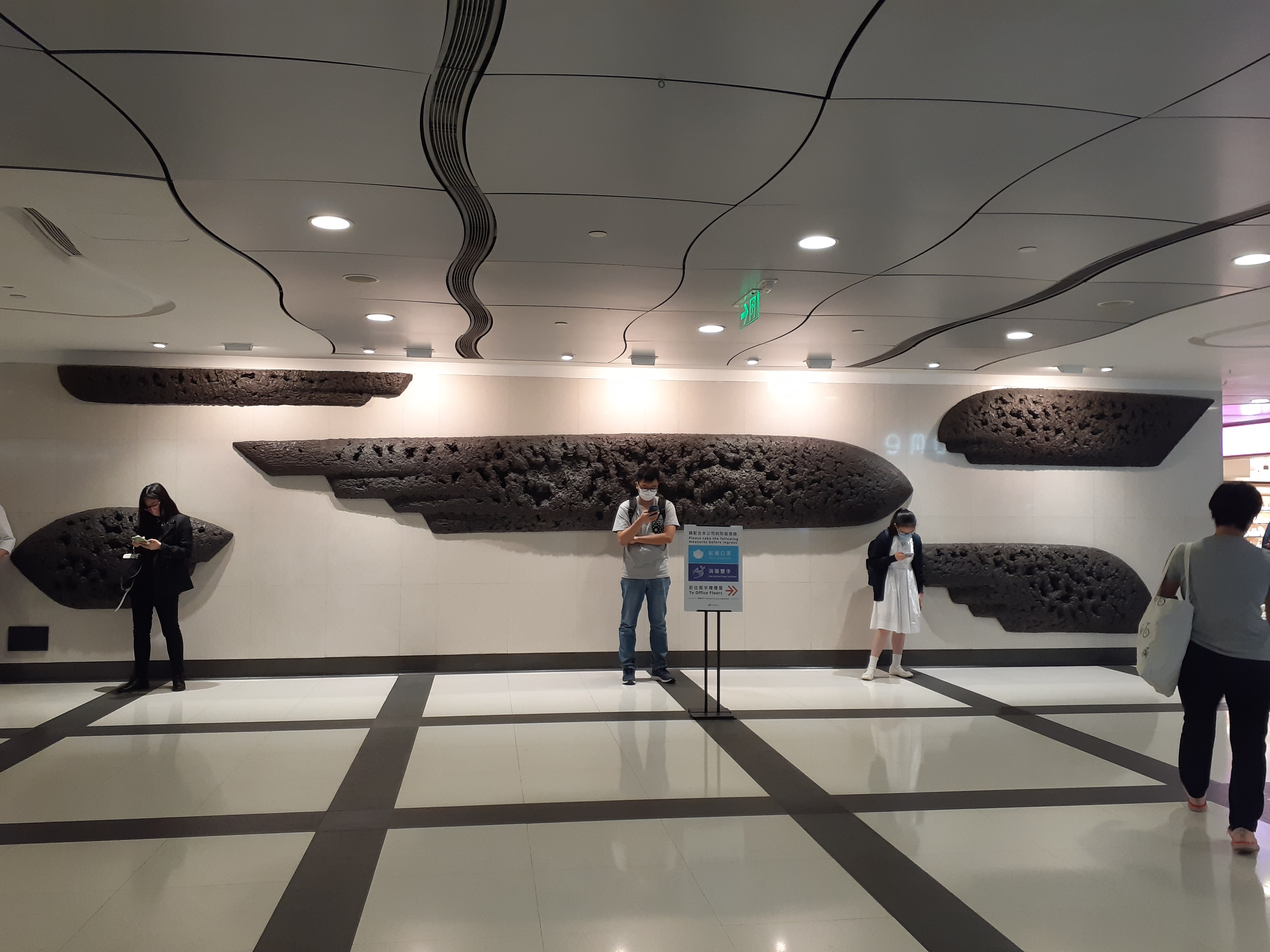
集成中心大堂
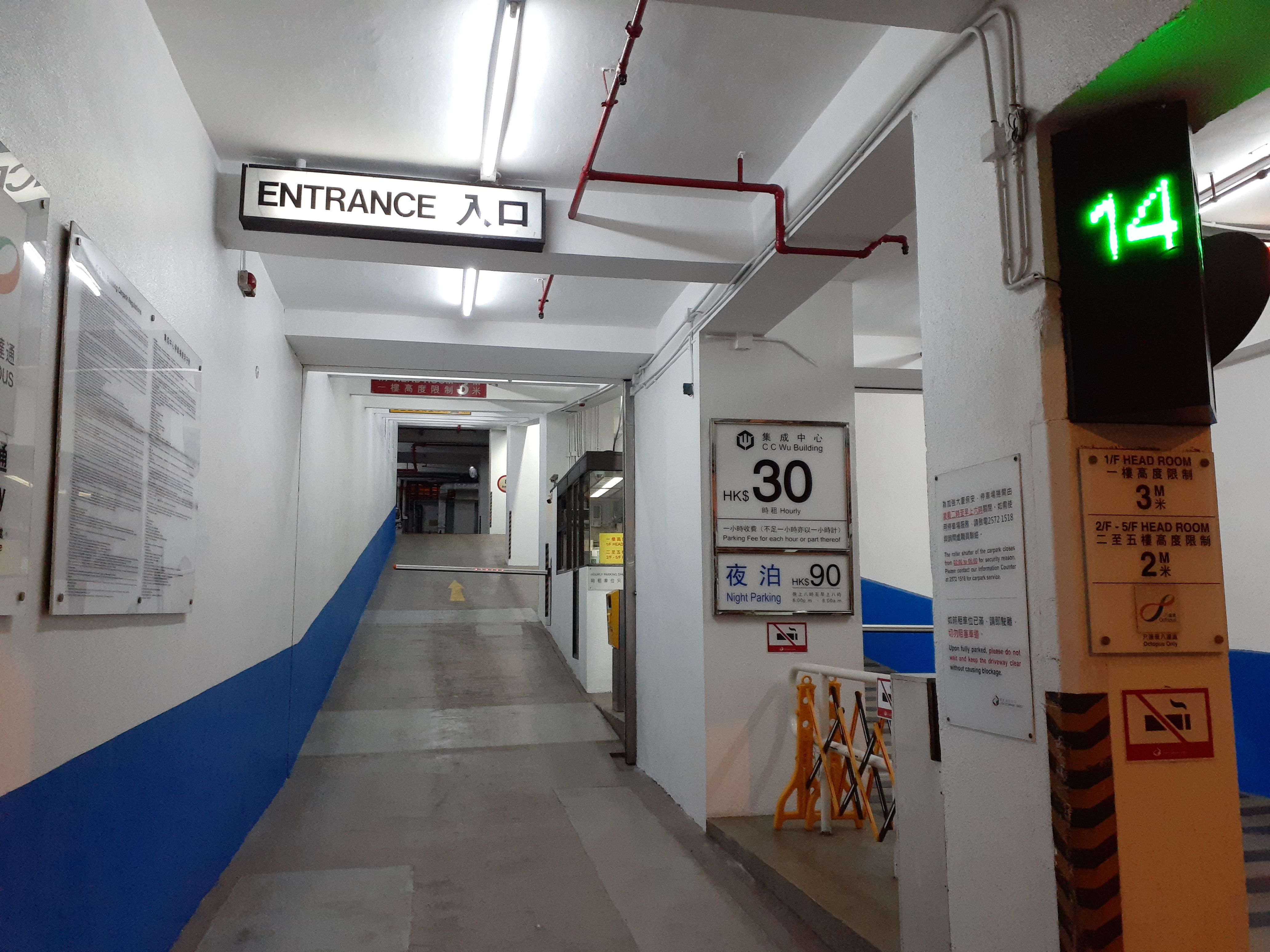
停車場入口
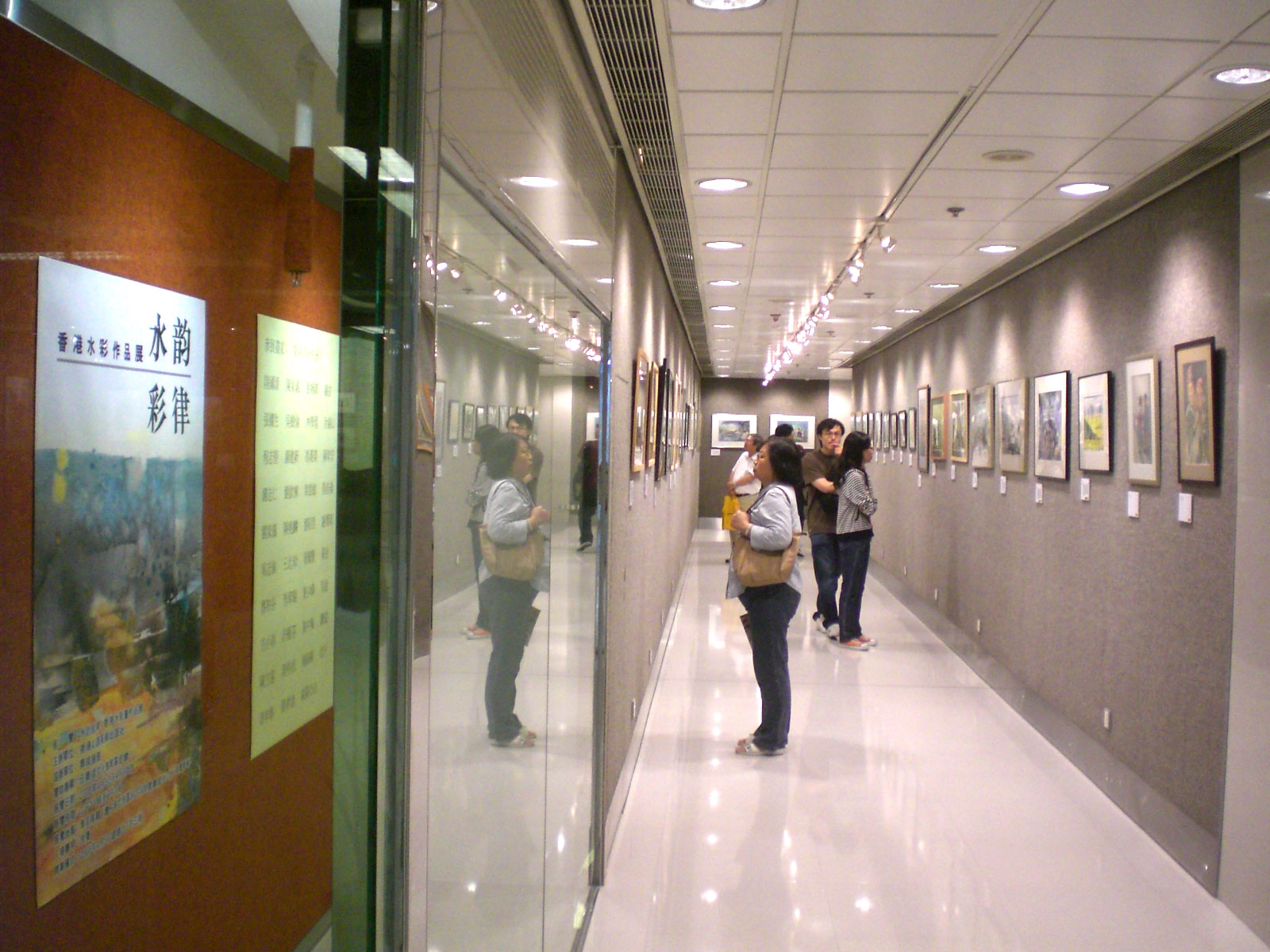
集成中心商場內設有本土文化展覽館，由伍集成文化教育基金會贊助

## 外部連結
- 集成中心官網 （页面存档备份，存于）
- 灣仔集成中心的香港地圖 （页面存档备份，存于）
- 集成中心簡介